# 40a Mostra Internacional de Cinema de Venècia
La 40a Mostra Internacional de Cinema de Venècia es va celebrar entre el 31 d'agost i l'11 de setembre de 1983.

## Jurat
El jurat de l'edició de la Mostra de 1983 era format per:
- Bernardo Bertolucci (Itàlia) (president)
- Jack Clayton (GB)
- Peter Handke (Àustria)
- Leon Hirszman (Brasil)
- Márta Mészáros (Hongria)
- Nagisa Oshima (Japó)
- Gleb Panfilov (Rússia)
- Bob Rafelson (EUA)
- Ousmane Sembene (Senegal)
- Mrinal Sen (Índia)
- Alain Tanner (Suïssa)
- Agnès Varda (Bèlgica)

## Pel·lícules en competició
| Títol original             | Director(s)           | País de producció |
| -------------------------- | --------------------- | ----------------- |
| Biquefarre                 | Georges Rouquier      | França            |
| Careful, He Might Hear You | Carl Schultz          | Austràlia         |
| Il disertore               | Giuliana Berlinguer   | Itàlia            |
| Ediths Tagebuch            | Hans W. Geissendörfer | RFA               |
| Glut                       | Thomas Koerfer        | Suïssa            |
| Fanny och Alexander        | Ingmar Bergman        | Suècia            |
| Prénom Carmen              | Jean-Luc Godard       | França            |
| Hanna K.                   | Costa-Gavras          | França            |
| Hotel Tsentral             | Veselin Branev        | Bulgària          |
| Jogo de Mão                | Monique Rutler        | Portugal          |
| La vie est un roman        | Alain Resnais         | França            |
| Eine Liebe in Deutschland  | Andrzej Wajda         | Polònia           |
| Maria Chapdelaine          | Gilles Carle          | Canadà            |
| Tisícročná včela           | Juraj Jakubisko       | Txèquia           |
| Mat' Marija                | Sergei Kolosov        | Unió Soviètica    |
| Die Macht der Gefühle      | Alexander Kluge       | RFA               |
| Una gita scolastica        | Pupi Avati            | Itàlia            |
| Mittens ins Herz           | Doris Dörrie          | RFA               |
| Streamers                  | Robert Altman         | Estats Units      |
| La Rue Cases-Nègres        | Euzhan Palcy          | França            |
| Der Aufenthalt             | Frank Beyer           | Alemanya de l'Est |

## Premis
- Lleó d'Or:
  - Prénom Carmen de Jean-Luc Godard
- Premi Especial del Jurat:
  - Biquefarre de Georges Rouquier
- Lleó de Plata:
  - La Rue Cases-Nègres d'Euzhan Palcy
- Copa Volpi:
  - Millor Actor - Matthew Modine, Michael Wright, Mitchell Lichtenstein, David Alan Grier, Guy Boyd, i George Dzundza (Streamers)
  - Millor Actriu - La Rue Cases-Nègres (Darling Legitimus)
- Lleç´ó d'Or a la carrera:
  - Michelangelo Antonioni
- Premi FIPRESCI 
  - Fanny och Alexander d'Ingmar Bergman
  - Die Macht der Gefühle d'Alexander Kluge
- Premi Pasinetti 
  - Millor pel·lícula - Zelig de Woody Allen
  - Millor actor - Carlo Delle Piane (Una gita scolastica)
  - Millor actriu - Angela Winkler (Ediths Tagebuch)
- Premi Pietro Bianchi 
  - Luigi Zampa
- Premi De Sica Award
  - Summertime de Massimo Mazzucco
  - Amore tossico de Claudio Caligari
- Premi Tècnic
  - Raoul Coutard & François Musy (Prénom Carmen)
- Millor primer treball
  - La Rue Cases-Nègres d'Euzhan Palcy